# Протоканонічні книги
Протоканонічні книги (грец. Protos — перший, найбільш ранній) або Первоканонічні книги є ті книги Старого Заповіту, які включені до єврейської Біблії, і які визнавалися канонічними майже усіма християнами протягом усієї історії.
Термін протоканонічні книги (прийняті першими до канону) як і второканонічні книги (Deuterokanon, прийняті другими до канону) вперше використані католицьким богословом Сікстом Сієнським у 1566 році на Тридентському соборі. Він використав ці позначення у своїй праці Bibliotheca Sancta (Венеція 1566).
До протоканонічних книг відносять 39 книг Старого Заповіту:

## Закон
До Закону (Тора) відносять п'ять книг:
- Перша книга Мойсеєва: Буття
- Друга книга Мойсеєва: Вихід
- Третя книга Мойсеєва: Левит
- Четверта книга Мойсеєва: Числа
- П'ята книга Мойсеєва: Повторення закону

## Пророки
До Пророків (Невіім) відносяться:
- Книга Ісуса Навина (Книга Єгошуї)
- Книга Суддів
- Перша книга Самуїлова (або Перша книга царів)
- Друга книга Самуїлова (або Друга книга царів)
- Перша книга царів (або Третя книга царів)
- Друга книга царів (або Четверта книга царів)
- Книга пророка Ісаї
- Книга пророка Єремії
- Книга пророка Єзекіїля
- Книги малих пророків
  - Книга пророка Осії
  - Книга пророка Йоіла
  - Книга пророка Амоса
  - Книга пророка Овдія
  - Книга пророка Йони
  - Книга пророка Михея
  - Книга пророка Наума
  - Книга пророка Авакума
  - Книга пророка Софонії
  - Книга пророка Огія
  - Книга пророка Захарія
  - Книга пророка Малахії

## Писання
До розділу Писання (Кетувім) належать такі книги:
- Книга Псалмів
- Книга приказок Соломонових
- Книга Йова
- Пісня над піснями
- Книга Рут
- Плач Єремії
- Книга Екклезіястова (або Проповідника)
- Книга Естер
- Книга пророка Даниїла
- Книга Ездри
- Книга Неемії
- Перша книга хроніки
- Друга книга хроніки